# Bitwa pod Krukami
Bitwa pod Krukami – bitwa stoczona 29 listopada 1249 roku pomiędzy Prusami a wojskami zakonu krzyżackiego.
Po stłumieniu I powstania pruskiego Krzyżacy zachęceni sukcesami dyplomatycznymi i militarnymi przystąpili do ofensywy wymierzonej przeciwko pruskim Natangom. Z opanowanych terenów wokół Zalewu Wiślanego latem 1249 skierowali swoje oddziały w głąb kraju.
Jak podaje Piotr z Dusburga w Chronicon terrae Prussiae dowódcą wyprawy był marszałek pruski Henryk Botel. Na czele rycerstwa ziemi chełmińskiej, Elbląga i Bałgi ruszył w głąb Natangii. Podczas powrotu z wyprawy wojska zakonu natknęły się na silną armię Natangów. Wobec przeważających sił Prusów Krzyżacy wycofali się w pobliże wsi Kruki (niem. Krücken, lit. Steinava, obecnie wieś Kamienka, ros. Каменка w obwodzie królewieckim), położonej w sąsiedztwie zamku Kreuzburg.
Schowani w zamku Krzyżacy, wobec wielkiej przewagi Prusów, postanowili się poddać i uratować swoje życie. Marszałek i trzech innych rycerzy zostało zakładnikami, gwarantami kapitulacji. Podczas składania broni Natangowie jednak złamali porozumienie i zabili 53 rycerzy zakonnych oraz wielu knechtów. Część rycerzy została złożona bóstwom w ofierze lub miała zginąć na śmiertelnych torturach.
Pozostałych przy życiu, w tym i wielkiego marszałka, zwolniono w wymianie bądź za okupem. Sukces militarny Prusów powstrzymał na krótko podboje krzyżackie. Brak dalszej pruskiej ofensywy oraz brak skutecznej próby odbicia ziem opanowanych przez zakon, spowodował, że w ciągu kolejnych dwóch lat Krzyżacy powrócili w te strony, opanowując ostatecznie Warmię, Natangię i Barcję.
Bitwa pod Krukami była czwartą co do wielkości klęską zakonu krzyżackiego w XIII wieku. Okrucieństwo Natangów okazane podczas tej bitwy było dla Krzyżaków usprawiedliwieniem dla procesu cywilizowania pogan. Nauczeni bolesnym i krwawym doświadczeniem rycerze zakonni nigdy więcej nie poddali się Prusom.